# E3 1995
La Electronic Entertainment Expo 1995, comunament conegut com a E3 1995, va ser la primera Electronic Entertainment Expo. L'esdeveniment va tenir lloc a Los Angeles Convention Center de l'11 al 13 de maig de 1995, amb 50.000 assistents totals.
Els destacats de l'exposició de 1995 inclouen l'anunci de Sony de les dates de llançament i preu de la PlayStation, SEGA va sorprendre amb el llançament de la Sega Saturn, i a l'aparador de Nintendo mostrava la consola Virtual Boy.

## Exposicions

### Nintendo
La Virtual Boy, la consola intermediària de Nintendo llançada entre la Super Nintendo Entertainment System i la Nintendo 64, es va mostrar de manera destacada. La Nintendo 64, coneguda com a Ultra 64, es va presentar en un estat final de desenvolupament. Inclouen els jocs a la pantalla Donkey Kong Country 2: Diddy's Kong Quest, EarthBound, i Killer Instinct.

### Sega
Abans de l'E3 de 1995, el Sega Saturn ja havia estat llançat al Japó, i va ser programat per a un llançament nord-americà el 2 de setembre de 1995. En el primer dia de l'E3 1995, el CEO de Sega Tom Kalinske va donar una presentació en la qual va revelar el preu de llançament de la Saturn a US$399, i va descriure les característiques de la consola. Kalinske també va revelar que, a causa de la "alta demanda dels consumidors", Sega ja havia enviat 30.000 Saturn a Toys "R" Us, Babbage's, Electronics Boutique, i Software Etc. per a l'alliberament immediat.

### Sony
Sony va anunciar el preu i la data de llançament de la pròxima PlayStation. Abans de la conferència magistral de Sony, Sega va anunciar el preu minorista de US$ 399 per a la recentment llançada Sega Saturn; Aprofitant l'oportunitat, el president de SCE Steve Race va fer una breu declaració a la conferència de Sony: "$299". L'audiència es va animar com Race es caminava al podi.

## Llista d'expositors notables
Aquesta és una llista dels principals expositors de videojocs que van fer aparicions a l'E3 de 1995.
| - The 3DO Company - Acclaim Entertainment - Activision - Atari - Capcom | - Crystal Dynamics - Electronic Arts - LucasArts - Microsoft - Namco | - Nintendo - Sega - Sony Computer Entertainment - SNK - Williams Electronics |

## Llista de jocs
Aquesta és una llista de títols notables que van aparèixer a l'E3 de 1995.
| The 3DO Company - BattleSport (3DO) - Captain Quazar (3DO) - Killing Time (3DO) - Primal Rage (3DO) Acclaim Entertainment - Batman Forever (Genesis, SNES) - Cutthroat Island (Genesis, SNES) - D (3DO) - Foreman For Real (Genesis, SNES) - Frank Thomas Big Hurt Baseball (Genesis, SNES) - Judge Dredd (Genesis, SNES) - Justice League Task Force (Genesis, SNES) - Myst (Saturn) - NFL Quarterback Club 96 (Genesis, Saturn, SNES) - Revolution X (Genesis, Saturn, SNES) - Robotica (Saturn) - Stargate (Genesis, SNES) - Turok: Dinosaur Hunter (N64) - True Lies (Genesis, SNES) - Venom/Spider-Man: Separation Anxiety (Genesis, SNES) - Warlock (Genesis, SNES) - WWF Raw (32X, Genesis, SNES) Activision - MechWarrior 3050 (SNES) - Pitfall: The Mayan Adventure (32X) Atari Corporation - Battlemorph (Jaguar CD) - Blue Lightning (Jaguar CD) - Fight for Life (Jaguar) - Highlander: The Last of the MacLeods (Jaguar CD) - Missile Command 3D (Jaguar) - Rayman (Jaguar, PS1, Saturn) - Super Burnout (Jaguar) - Thea Realm Fighters (Jaguar) - Ultra Vortek (Jaguar) - White Men Can't Jump (Jaguar) | Capcom - Breath of Fire II (SNES) - Darkstalkers: The Night Warriors (PS1) - Mega Man X3 (SNES) - Night Warriors: Darkstalkers' Revenge (Arcade, Saturn) - Resident Evil (PS1) - Street Fighter: The Movie (PlayStation, Saturn) - X-Men: Children of the Atom (Arcade, Saturn) Crystal Dynamics - 3D Baseball (PS1, Saturn) - Blazing Dragons (PS1, Saturn) - Blood Omen: Legacy of Kain (PS1) - Gex (PS1, Saturn) - The Horde (Saturn) - Off-World Interceptor (PS1, Saturn) - Solar Eclipse (PS1, Saturn) Cyberdreams - Dark Seed II (PC) - I Have No Mouth, and I Must Scream (PC) Electronic Arts - FIFA Soccer 96 (PS1, Saturn) - Foes of Ali (3DO) - PGA Tour 96 (PS1, Saturn) - Psychic Detective (3DO, PC, PS1) - Shockwave Assault (PS1) - Viewpoint (PS1) - Wing Commander III: Heart of the Tiger (3DO, PS1) Interplay Entertainment - Cyberia (PC, Saturn) - Descent (PC) Nintendo - Donkey Kong Country 2: Diddy's Kong Quest (SNES) - Donkey Kong Land (Gameboy) - EarthBound (SNES) - Killer Instinct (SNES) - Street Fighter II: The World Warrior (Gameboy) | Sega - Clockwork Knight (Saturn) - Comix Zone (Genesis) - Daytona USA (Saturn) - Ecco Jr. (Genesis) - Nightmare Circus (Genesis) - Panzer Dragoon (Saturn) - Vectorman (Genesis) - Virtua Cop (Arcade) - Virtua Fighter (Arcade, Saturn) Sony Computer Entertainment - Battle Arena Toshinden (PS1) - Ridge Racer (PS1) - Twisted Metal (PS1) - Warhawk (PS1) SNK - Baseball Stars 2 (Neo Geo CD) - Fatal Fury Special (Neo Geo CD) - The King of Fighters '94 (Neo Geo CD) - Samurai Shodown (Neo Geo CD) - Samurai Shodown II (Neo Geo CD) - Super Sidekicks 3 (Neo Geo CD) Square - Chrono Trigger (SNES) - Secret of Evermore (SNES) Williams Electronics - Doom (SNES) - Mortal Kombat 3 (Genesis, PS1) |